# Damping
Damping (em português, amortecimento) é uma técnica musical por meio da qual se altera o som de um instrumento musical. Existe uma série de métodos de damping em função do tipo de equipamento. Na guitarra, o damping (também conhecido como choking) é a técnica onde, imediatamente após o tocar de cordas, o som é reduzido ao pressionar a palma da mão contra elas (o que pode levar a apagar o som com palm mute). No piano, a técnica é controlada por meio de pedal de sustentação e amortecedor de teclas. No gamelão, em instrumentos de um maço, a mão esquerda é usada para amortecer a nota anteriormente atingida quando uma nova nota é tocada. No gendèr, que é tocado com dois maços, as teclas precisam ser amortecidas com a mesma mão.